# Michael Barry (cyclisme)
Pour les articles homonymes, voir Michael Barry et Barry.
Michael Barry, né le 18 décembre 1975 à Toronto, est un coureur cycliste canadien.

## Biographie
Michael Barry a grandi à Toronto dans un environnement marqué par le cyclisme. Son père, Michael Barry Sr., a lui-même été coureur en Angleterre dans les années 1950, et gérait un magasin de cycles jusqu'en 2006. Barry est marié à la cycliste américaine Dede Barry, qui fut médaillée d'argent aux Jeux olympiques à Athènes en 2004. Leur fils Ashlin est également coureur cycliste.
Barry passe professionnel en 1998 dans l'équipe américaine Saturn. Dès sa deuxième saison, il réussit un bon Tour de Langkawi, puis termine deuxième de la Commerce Bank Lancaster Classic derrière Jakob Piil. Au cours des deux années suivantes, il réussit encore plusieurs performances sur le circuit américain, dont la plus notable est sans doute sa deuxième place au Grand Prix de San Francisco en 2001. Il se fait également remarquer en Europe en terminant quatrième de la Course de la Paix. 
En 2002, Barry est engagé par l'équipe US Postal de Lance Armstrong, qui est déjà alors triple vainqueur du Tour. Il joue alors essentiellement un rôle d'équipier, comme pour Paolo Savoldelli lorsqu'il remporte le Tour d'Italie 2005, réduisant son palmarès à quelques coups d'éclat, comme sa quatrième place sur le Tour de Géorgie en 2003, sa victoire d'étape sur le Tour d'Autriche en 2005, qui lui vaut la sixième place finale, ou encore sa troisième place sur le Tour de Saxe en 2006. C'est pourtant à cette période que Barry réalise ses deux performances les plus marquantes. La première n'est pas obtenue sous le maillot de l'US Postal, mais sous celui de l'équipe du Canada. En effet, le 12 octobre 2003, à Hamilton, dans son pays et sous ses couleurs, Barry termine septième des Championnats du monde. L'année suivante, il s'illustre en Suisse, terminant également septième du Grand Prix de Zurich. Il fait partie de l'équipe US Postal qui remporte le contre-la-montre par équipes du Tour d'Espagne. Il participe à la course en ligne des Jeux olympiques d'Athènes, dont il prend la 32e place après avoir attaqué dans les derniers kilomètres. Il est élu cycliste canadien de l'année.
En 2007, Barry rejoint l'équipe T-Mobile. Il s'y fait remarquer en fin de saison 2008, mais à nouveau sous d'autres couleurs, lorsque, éternel leader de l'équipe du Canada, il prend une remarquable neuvième place de la course olympique. Peu après, il termine également cinquième du Tour d'Irlande, puis remporte échappé une étape du Tour du Missouri. 
Barry reste ainsi un équipier capable de se transcender, en particulier pour l'équipe nationale canadienne. De son expérience chez US Postal, il a tiré un livre intitulé Inside the Postal Bus, qui est sorti en 2004. Bien qu'ayant passé 4 ans dans l'équipe de Lance Armstrong, il participe pour la première fois au Tour de France en 2010.
Le 7 septembre 2012, il annonce qu'il met un terme à sa carrière à la fin d'année.
En 2012, Michael Barry fait partie des anciens coureurs de l'US Postal/Discovery Channel témoignant devant l'USADA des pratiques de dopage au sein de cette équipe. Il avoue s'être dopé entre 2003 et 2006. L'USADA le suspend pour six mois à compter du 10 septembre 2012 et lui retire les résultats sportifs obtenus du 13 mai 2003 au 31 juillet 2006,.

## Palmarès
- 1993
  - Grand Prix Springbank
- 1995
  - Grand Prix Springbank
  - 2e du championnat du Canada sur route
- 1996
  - Grand Prix du Faucigny
  - 2e du Souvenir Thierry-Ferrari
  - 2e du Trophée de l'Avant-Pays Savoyard
  - 3e de la Route du Bugey
  - 8e du championnat du monde sur route espoirs
- 1997
  -  Champion du Canada sur route espoirs
  - 2e d'Annemasse-Bellegarde et retour
  - 2e du Tour du Dauphiné-Savoie
- 1998
  - 2e étape du Tour du Chablais
  - 9e étape de l'International Cycling Classic
  - 2e du Souvenir Thierry-Ferrari
- 1999
  - 3e étape du Tour de la Willamette
  - 2e du Tour de la Willamette
  - 2e du championnat du Canada du critérium
- 2000
  -  Médaillé de bronze de la course en ligne des championnats panaméricains
- 2001
  - 2e du championnat du Canada sur route
  - 2e du Grand Prix de San Francisco
- 2002
  - 1re étape du Tour de Catalogne (contre-la-montre par équipes)

- 2008
  - 4e étape du Tour du Missouri
  - 8e de la course en ligne des Jeux olympiques de Pékin
- 2009
  - 3e étape du Tour de Romandie (contre-la-montre par équipes)
  - 1re étape du Tour d'Italie (contre-la-montre par équipes)
- 2012
  - 2e du championnat du Canada sur route

## Résultats sur les grands tours

### Tour d'Espagne
5 participations
- 2002 : abandon
- 2003 : 78e
- 2004 : non-partant (18e étape), vainqueur de la 1re étape (contre-la-montre par équipes)
- 2005 : 56e
- 2006 : 77e

### Tour d'Italie
5 participations
- 2005 : 101e
- 2007 : abandon
- 2009 : 127e
- 2010 : 44e
- 2011 : 54e

### Tour de France
1 participation
- 2010 : 99e